# Tín hiệu giao thông ở Stockholm
Tín hiệu giao thông Stockholm bắt đầu được đưa vào hoạt động vào năm 1925 với cơ sở đầu tiên tại ngã ba Kungsgatan / Vasagatan. Sau đó, các tín hiệu giao thông chỉ có hai màu chính và mạch trong trao đổi tín hiệu được chia thành hai giai đoạn: đỏ và xanh lục. Năm 1932, phương pháp Stockholm đã được giới thiệu, có nghĩa là màu đỏ / vàng và xanh / vàng đã được thể hiện trong các giai đoạn trung gian.
Năm 1937, phương pháp Stockholm đã trở thành tiêu chuẩn chính thức của Thụy Điển và chỉ thay đổi vào năm 1999 để trao đổi tín hiệu rộng khắp châu Âu ngày nay mà không có màu xanh / vàng trong giai đoạn trung gian.
Số lượng các tín hiệu điều khiển giao cắt giao thông tăng nhanh từ 12 nhà máy vào năm 1945 lên khoảng 200 mảnh vào cuối năm 1960 xuống còn khoảng 500 đơn vị vào năm 1980. Hôm nay (2018) có khoảng 600 cơ sở với tổng số 11.000 lồng đèn tín hiệu. Tất cả đều được trang bị đèn LED từ năm 2001 khi Stockholm là thành phố đầu tiên trên thế giới có công nghệ đèn LED trong hầu hết các tín hiệu giao thông.